# Kłamstwo oświęcimskie
Ten artykuł opisuje teorie, metody lub czynności niezgodne ze współczesną wiedzą naukową.

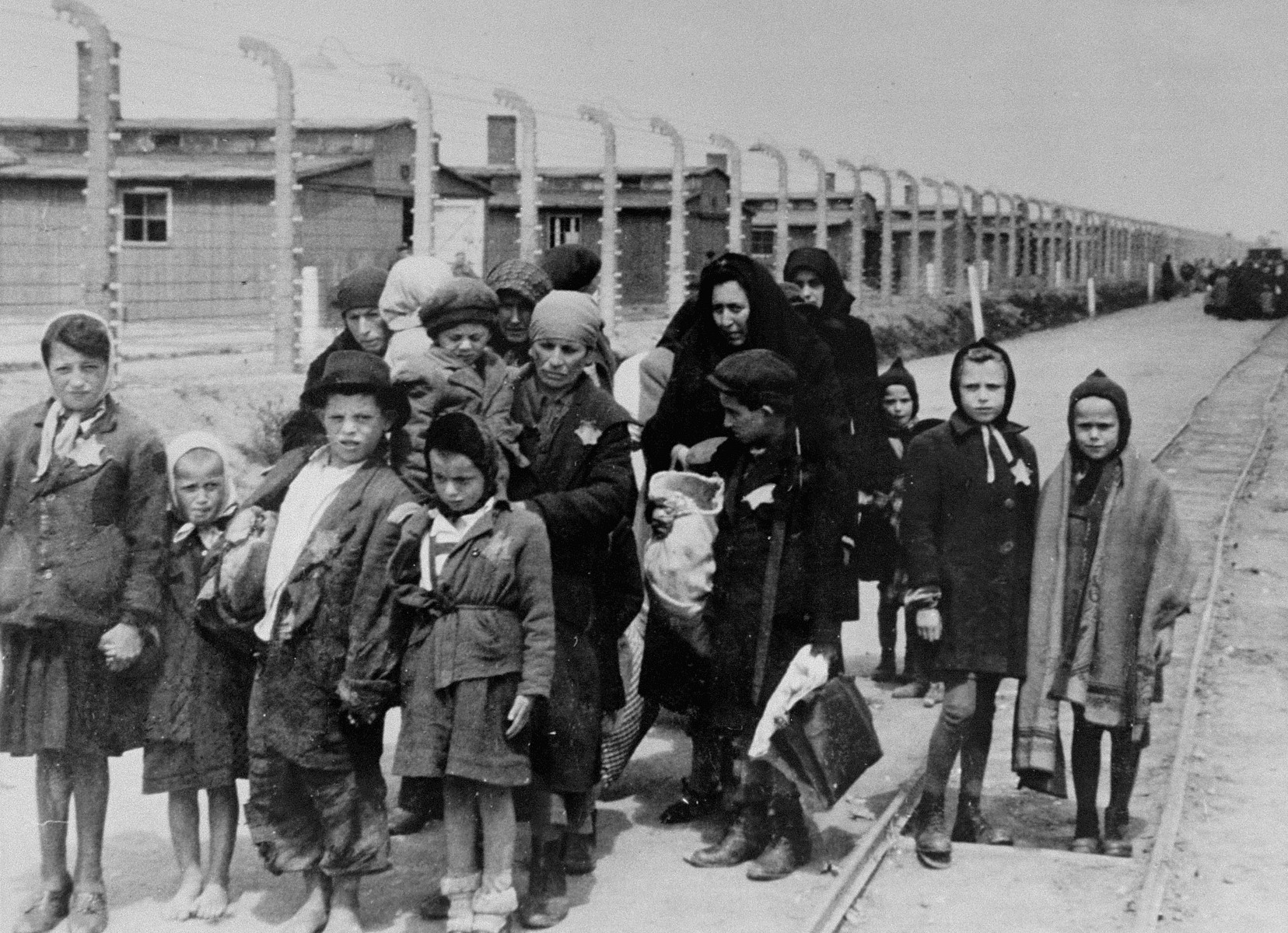
Żydowskie matki i dzieci zmuszane do przejścia do komór gazowych, obok baraków i drutu kolczastego pod napięciem w Auschwitz-Birkenau.

Kłamstwo oświęcimskie (negacjonizm, rewizjonizm Holokaustu; ang. Holocaust denial, niem. Holocaustleugnung, fr. négationnisme, hiszp. negacionismo) – twierdzenie w języku prawnym przyjmujące, że powszechnie przyjęta interpretacja Holokaustu jest albo w dużym stopniu przesadzona, albo całkowicie zafałszowana. Zwolennicy, na przykład były prezydent Iranu Mahmud Ahmadineżad, twierdzą, że „dominujące w świecie zachodnim poglądy to w rzeczywistości efekt ideologicznej manipulacji”. Manipulacja ta miałaby służyć legitymizacji tezy o moralnej wyższości zwycięskich idei demokracji liberalnej nad narodowym socjalizmem.
Kłamstwo oświęcimskie jest powszechnie potępione, jako niezgodne z prawdą historyczną oraz niezgodne z pamięcią i czcią dla ofiar Holokaustu. W wielu krajach, w tym w Polsce, istnieją obostrzenia prawne, nakładające na organy państwowe obowiązek ścigania z urzędu osób szerzących kłamstwo oświęcimskie. Według byłego prezesa Instytutu Pamięci Narodowej Leona Kieresa i szefa pionu śledczego IPN Witolda Kuleszy także mówienie o „polskich obozach zagłady” zalicza się do kłamstwa oświęcimskiego.

## Polska
Ustawa o Instytucie Pamięci Narodowej – Komisji Ścigania Zbrodni przeciwko Narodowi Polskiemu to polska ustawa z 1998 roku, która utworzyła Instytut Pamięci Narodowej. Nowelizacja z 2018 r., art. 55a, określana przez krytyków różnie jako „polska ustawa o Holokauście”, „Polska ustawa o Holokauście” itp., wywołała międzynarodowe kontrowersje. Artykuł 55a zakazywał szkodzenia „dobremu imieniu” Polski, co, zdaniem krytyków, zdławiłoby debatę na temat polskiej kolaboracji z nazistowskimi Niemcami. Artykuł 2a, dotyczący zbrodni popełnionych przeciwko Polsce lub Polakom przez ukraińskich nacjonalistów, wywołał kontrowersje na Ukrainie.
Prof. Daniel Blatman główny historyk tworzonej wystawy stałej Muzeum Getta Warszawskiego za przykład rewizjonizmu Holokaustu uznaje  fałszywą teorię głoszącą, że niemiecki nazistowski obóz koncentracyjny Warschau (KL) był obozem zagłady, w którym zamordowano przy użyciu komór gazowych 200 tys. Polaków. Christian Davies i dziennikarze stacji France 24 opisywali jednak polskich nacjonalistów upamiętniających poprzez tablice pamiątkowe, pomniki i uroczystości te rzekome polskie ofiary. Jelena Subotić analizując tę nieprawdziwą teorię napisała, że działania te wykorzystują znane obrazy symboliczne Holokaustu takie jak zabijanie za pomocą komór gazowych, by „uwznioślić” cierpienia nieżydowskich ofiar wojny, próbują też zrównać liczbę polskich ofiar z liczbą żydowskich ofiar Holokaustu i podważyć tym samym dominującą pozycję pamięci o Holokauście. W 2019 roku dziennik Haaretz opisał historię artykułu o obozie Warschau (KL) w anglojęzycznej Wikipedii. Do czasu poprawy błędów w sierpniu 2019 roku przez 15 lat artykuł ten przedstawiał fałszywe informacje o liczbie ofiar, rzekomych komorach gazowych i charakterze obozu, które prof. Jan Grabowski określił teorię spiskową. Omer Benjakob w artykule Haaretz określił tę sytuację jako „najdłuższe oszustwo Wikipedii”.

## Kontrowersje
Zwolennicy używają najchętniej określenia rewizjonizm historyczny lub potocznie rewizjonizm, ponieważ obydwa te pojęcia używane są od dawna w innym, szerszym zakresie, jako pewne stanowisko w historii. Przeciwnicy używają raczej określenia negacjonizm, rewizjonizm polityczny lub „kłamstwo oświęcimskie”. Tak też jest to definiowane w oficjalnych komunikatach lub dokumentach. Kluczowym punktem sporu o termin jest pytanie, czy negacjonizm/rewizjonizm (w kontekście Holokaustu) jest stanowiskiem naukowym, czego – jak dotąd bezskutecznie – domagają się jego zwolennicy. Twierdzą też oni, że przyjmowanie „oficjalnej” wersji historii bez żadnej weryfikacji może mieć niekorzystny wpływ na swobodę badań naukowych. Krytycy zaś zaliczają go do spiskowych teorii dziejów.

## Propagowanie kłamstwa oświęcimskiego
W szeregu krajów zachodnich, w tym w Polsce, rozpowszechnianie kłamstwa oświęcimskiego jest karalne. W Iranie i wielu krajach arabskich negacjonizm jest oficjalnie uznawany i propagowany, tam też organizacje poszukują dodatkowych funduszy na swoją działalność. Obecnie większość organizacji, wydawnictw i stron internetowych negacjonistów ma swoje oficjalne siedziby w krajach o wysokim stopniu tolerancji dla „kontrowersyjnych poglądów”.

## Kłamstwo oświęcimskie jako przestępstwo
Tę sekcję należy dopracować:

przedstawiono sytuację tylko z polskiej perspektywy – sekcja powinna być przekrojowa.
Pomóż ją poprawić. Na stronie dyskusji mogą znajdywać się pomocne komentarze.
Na podstawie art. 55 Ustawy z dnia 18 grudnia 1998 r. o Instytucie Pamięci Narodowej  – Komisji Ścigania Zbrodni przeciwko Narodowi Polskiemu zaprzeczanie publicznie i wbrew faktom zbrodniom, o których mowa w art. 1 pkt 1 powyższej ustawy, jest przestępstwem ściganym z urzędu zagrożonym grzywną lub karą pozbawienia wolności do lat 3. Wyrok podawany jest do publicznej wiadomości.
Czynami określonymi w art. 1 pkt 1 ustawy są:
a) popełnione na osobach narodowości polskiej lub obywatelach polskich innych narodowości w okresie od dnia 1 września 1939 r. do dnia 31 lipca 1990 r.:
– zbrodnie nazistowskie,
– zbrodnie komunistyczne,
– inne przestępstwa stanowiące zbrodnie przeciwko pokojowi, ludzkości lub zbrodnie wojenne.
b) inne represje z motywów politycznych, jakich dopuścili się funkcjonariusze polskich organów ścigania lub wymiaru sprawiedliwości albo osoby działające na ich zlecenie, a ujawnione w treści orzeczeń zapadłych na podstawie ustawy z dnia 23 lutego 1991 r. o uznaniu za nieważne orzeczeń wydanych wobec osób represjonowanych za działalność na rzecz niepodległego bytu Państwa Polskiego.
Ustawa zabrania negacji wszelkich zbrodni popełnionych przez systemy totalitarne, zarówno w mutacji faszystowskiej, jak komunistycznej. Równie zasadnie wolno zatem mówić o „kłamstwie katyńskim”.
W Polsce za kłamstwo oświęcimskie w 1999 r. usunięty został z uczelni w Opolu Dariusz Ratajczak.